# Promysis orientalis
Promysis orientalis är en kräftdjursart som beskrevs av James Dwight Dana 1852. Promysis orientalis ingår i släktet Promysis och familjen Mysidae. Inga underarter finns listade i Catalogue of Life.